# Vladimir Katović
Vladimir Katović (Bihać, 19. prosinca 1935.), hrvatsko-američki kemičar Spada u skupinu hrvatskih prirodoslovaca koji su rođeni, odgojeni i obrazovani i u znanost ušli u Hrvatskoj, a vrhunce dosegli u SAD, poput Williama (Vilima) Fellera, Egona Matijevića, Petra Alaupovića, Milana Randića, Branka Leskovara, Luke Milasa i dr.

## Životopis
Rodio se u Bihaću. Otac mu je radio kao učitelj pa je svake godine živio u drugom selu. Tada je većina hrvatskih nastavnika toga doba u Bosni tako bila premještana, pa je Vladimir s braćom i sestrama, njih desetoro, svi su se rodili u drugom mjestu. Po osnivanju Banovine Hrvatske otac je premješten u Bihać pa 1940. godine u Zagreb. U Zagrebu je Vladimir završio osnovnu i gimnaziju. Maturirao je na 3. mješovitoj gimnaziji u Zagrebu. Kemiju je studirao na Tehničkom fakultetu u Zagrebu i diplomirao 1962. godine. Radio je na Institutu Ruđer Bošković za anorgansku kemiju u grupi profesora Drage Grdenića. Poslijediplomski studij završio je na PMF-u u Zagrebu. Vrativši se iz vojske doktorirao je disertacijom Neki novi kompleksi niobija i tantala s 2,2'-dipiridilom na PMF-u u Zagrebu. Na PMF-u je radio kao asistent na Zavodu za analitičku kemiju. Od 1967. godine je u SAD tri godine na poslijedoktorskoj specijalizaciji tri godine na Sveučilištu države Ohio čiji je bio stipendist, kod prof. Daryla H. Busha. Za specijalizaciju financijsku potporu dobio je i od Fulbrightove zaklade. Nakon povratka sa specijalizacije na Zavod za analitičku kemiju PMF-a organizira predavanja i praktikum novog kolegija Instrumentalne metode analize. Nekoliko puta "gostujući istraživač pomoćnik" na Sveučilištu države Iowe kod prof. R. E. McCarleya. Od 1978. je stalno u SAD Državnom sveučilištu Wright, Dayton, Ohio. U četrdesetak publikacija njegov znanstveni rad obuhvaća područja anorganske kemije i elektrokemije, istražujući kompleksne spojeve, ionima metala i prijelaznih metala te makrocikličih liganda.

## Aktivizam
Godine 1989. bio je suosnivač organizacije hrvatskih sveučilištaraca u SAD i Kanadi, tzv. AMAC (Alma Matris Alumna Croaticae). Već od sljedeće godine predsjedavao je AMAC-ovim ogrankom Ruđer Bošković u kojim su brojni IRB-ovi bivši radnici. Svake godine dolazi u Hrvatsku te po tri mjeseca provodi u svojim bivšim ustanovama PMF-u] i IRB-u.

## Nagrade i priznanja
Dobitnik je više nagrada i priznanja. Sveučilište u Zagrebu mu je 1989. dodijelilo počasnu medalju a Kemijsko-tehnološki fakultet nagradu.

## Vanjske poveznice
- [neaktivna poveznica]
- Researchgate.net